# ナウルにおけるリン鉱石の採掘
本稿では、ナウルにおけるリン鉱石の採掘（ナウルにおけるリンこうせきのさいくつ）について述べる。

## リン鉱石の発見と採掘の開始
1899年にニュージーランドの地質学者アルバート・エリスがリン鉱石の鉱床を発見する。ドイツは採掘権をイギリス資本の太平洋燐鉱石会社（パシフィック・フォスフェート・カンパニー）に与え、1907年に採掘が開始された。リン鉱石産業は近代化され、年間の採掘量は数十万トンになった。しかし採掘のロイヤルティは1トンあたり8ペンス（1939年当時）にすぎず、利益にあずかることのできなかった島民は伝統的な生活にとどまっていた。

## 採掘による繁栄とリン鉱石の枯渇

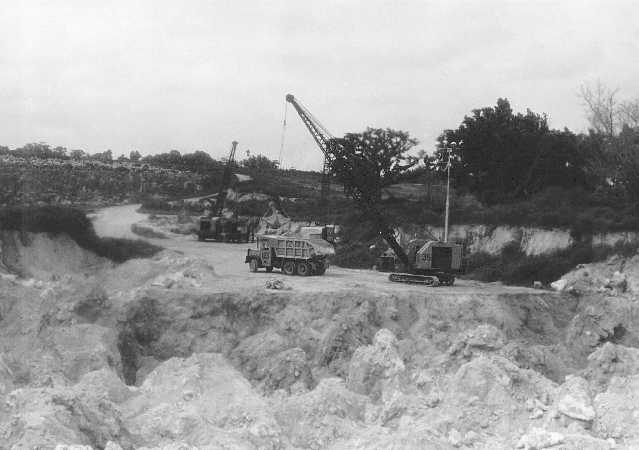
採掘の様子

1960年代初頭、ナウル産のリン鉱石は1トンあたりおよそ40オーストラリア・ドルで取引されており、生産量は年間100万トン近くに達していた。1968年にナウルが独立すると、ナウルはリン鉱石の採掘による収益を直接手にするようになった。採掘事業は国営化され、ナウル政府は莫大な収入を得ることとなり、1974年にはリン鉱石事業はナウルにおよそ4億5000万オーストラリア・ドルの収益をもたらした。20世紀末にはリン鉱石が枯渇すると見られていたため、大統領を務めていたハマー・デロバートは枯渇後に備えて金利や事業収入を得ることを目的に利益の多くを投資に回した。しかし放漫経営や詐欺被害、不正行為によって莫大な損失を出し続け投資のほとんどは失敗した。リン鉱石の枯渇と資産の喪失により1990年代後半から経済は破綻状態となった。

## 二次採掘の開始
21世紀に入ってからリン鉱石の輸出は100万オーストラリア・ドル以下に落ち込んでいたが、2次採掘（リン鉱石の二次層の採掘）が開始されたことで収入は増加基調にあり、2007年にはリン鉱石の輸出が2000万オーストラリア・ドルにまで回復している。2次採掘は30年から40年行えると推測されている。